# 雷赫塔 (基輔州)
50°58′39″N 30°9′23″E / 50.97750°N 30.15639°E
雷赫塔（羅馬化：Rykhta）是位於烏克蘭北部基辅州维什霍罗德区季梅爾市鎮 的村莊。該村面積0.9平方公里，海拔高度114米，2001年人口53，人口密度每平方公里58.9人。